# معجنات

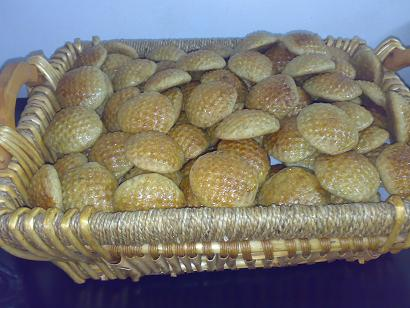
كليجا

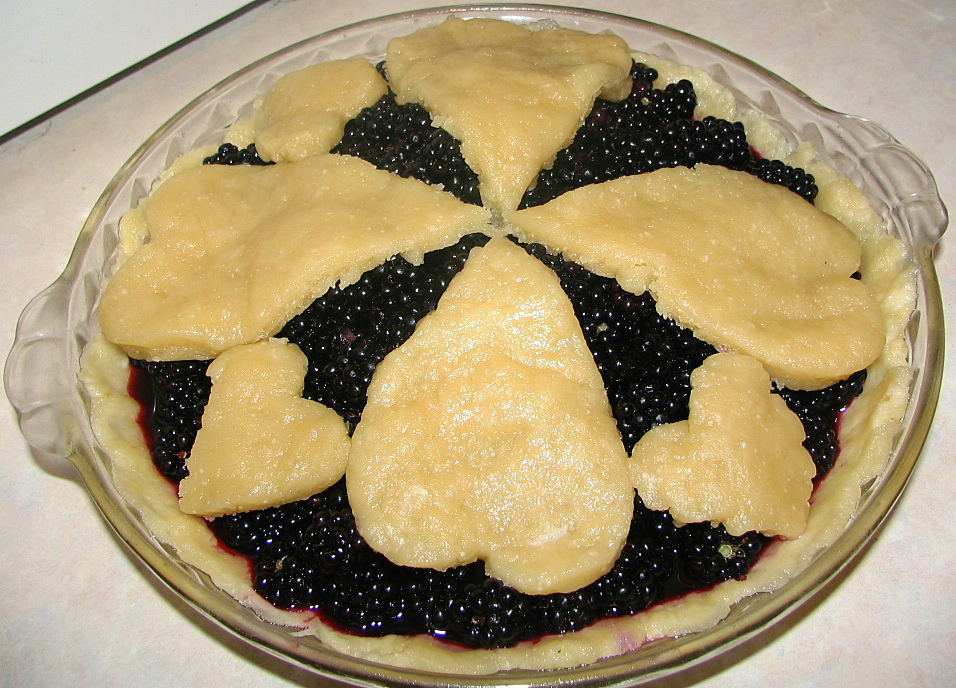
فطيرة التوت الأسود مصنوعة من قشرة مخبوزة.

المُعْجَنات (بالإنجليزية: Pastry) هو اسم يطلق على الأنواع المختلفة من المنتجات المخبوزة المصنوعة من المكونات التالية مثل الطحين والسكر والحليب والزبدة والسمن وخميرة الخبز و/أو البيض. وتعرف الكعكة والتارت الصغير وغيرها من المنتجات المخبوزة الحلوة باسم «معجنات.»
ومن الممكن أن تشير المعجنات أيضًا إلى العجين الذي يصنع منه المنتجات المخبوزة. حيث يكون عبارة عن عجين للفطائر رقيق يوضع بطريقة دائرية الشكل ويستخدم كأساس في المنتجات المخبوزة. وتشمل أطباق المعجنات الشائعة الفطائر والتارت والكيش وفطيرة اللحم.
وتتميز المعجنات عن الخبز باحتوائها على كمية كبيرة من الدهون التي تساهم في التركيب القشري أو المفتت. فالمعجنات الجيدة هي الفاتحة اللون والمنتفخة والدهنية، لكن مع تماسكها بحيث يمكن وزنها وقت التعبئة. وعند صناعة المعجنات الهشة، يجب التأكد من مزج الدهون والطحين تماماً قبل إضافة أي سائل. حيث يضمن ذلك أن تغطى جميع حبيبات الطحين تمامًا بالدهون وتكون أقل عرضة لتكوين الغلوتين. ومن ناحية أخرى، ينتج عن الامتزاج الكثيف لحبيبات الغلوتين التماسك النسبي للمعجنات. وتتحقق مميزات التركيب القشري في أنواع أخرى من المعجنات، مثل المعجنات الدانماركية والكرواسون، من خلال التقليب المتكرر للعجين بطريقة مماثلة لتلك التي في خميرة الخبز، ونشرها مع الزبدة وطيها لتكون عدة طبقات رقيقة.

## الأنواع الأساسية من المعجنات

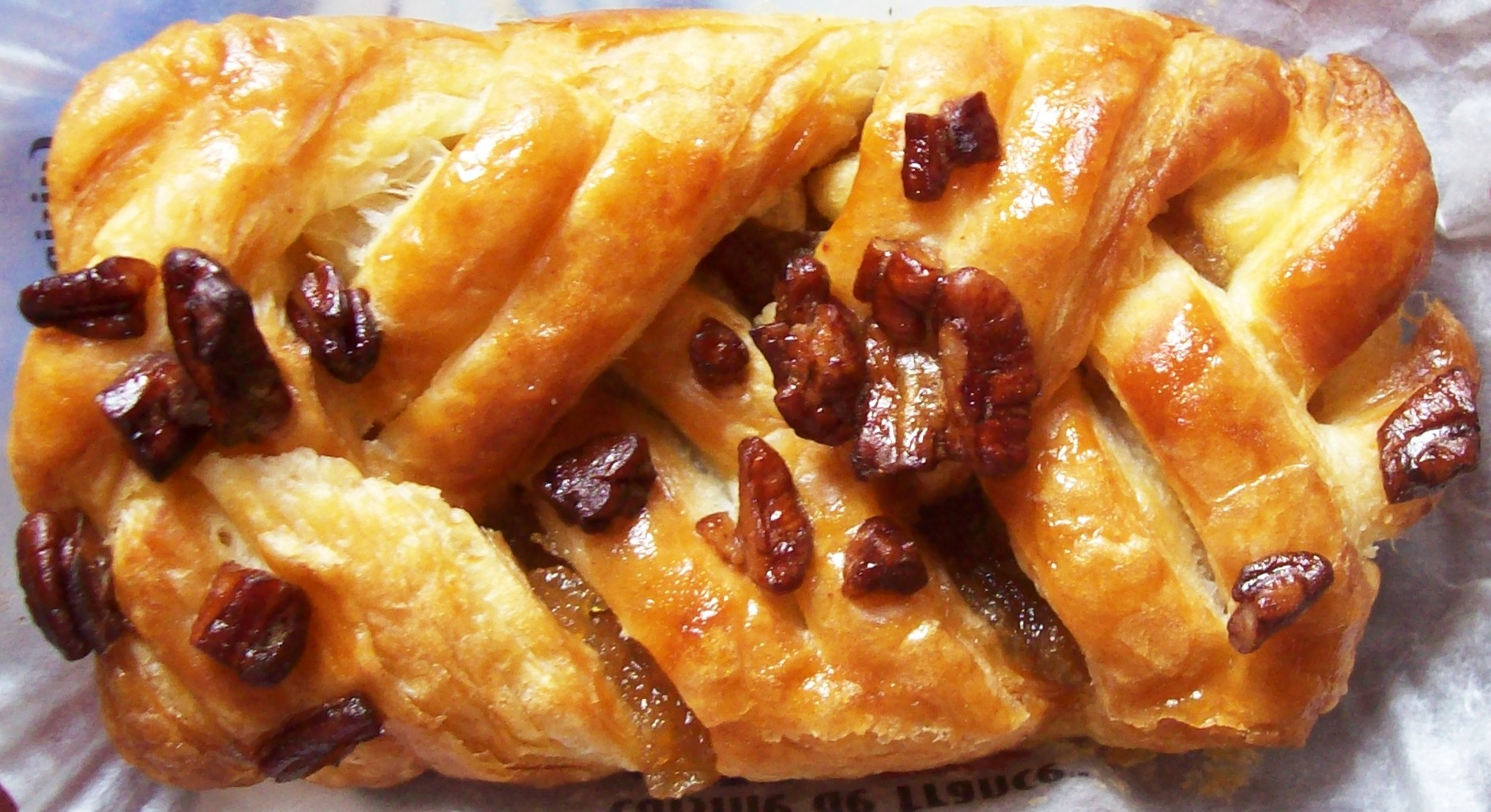
الفطائر الدنماركية بالبيكان والقيقب، أحد أنواع المعجنات المنتفخة.

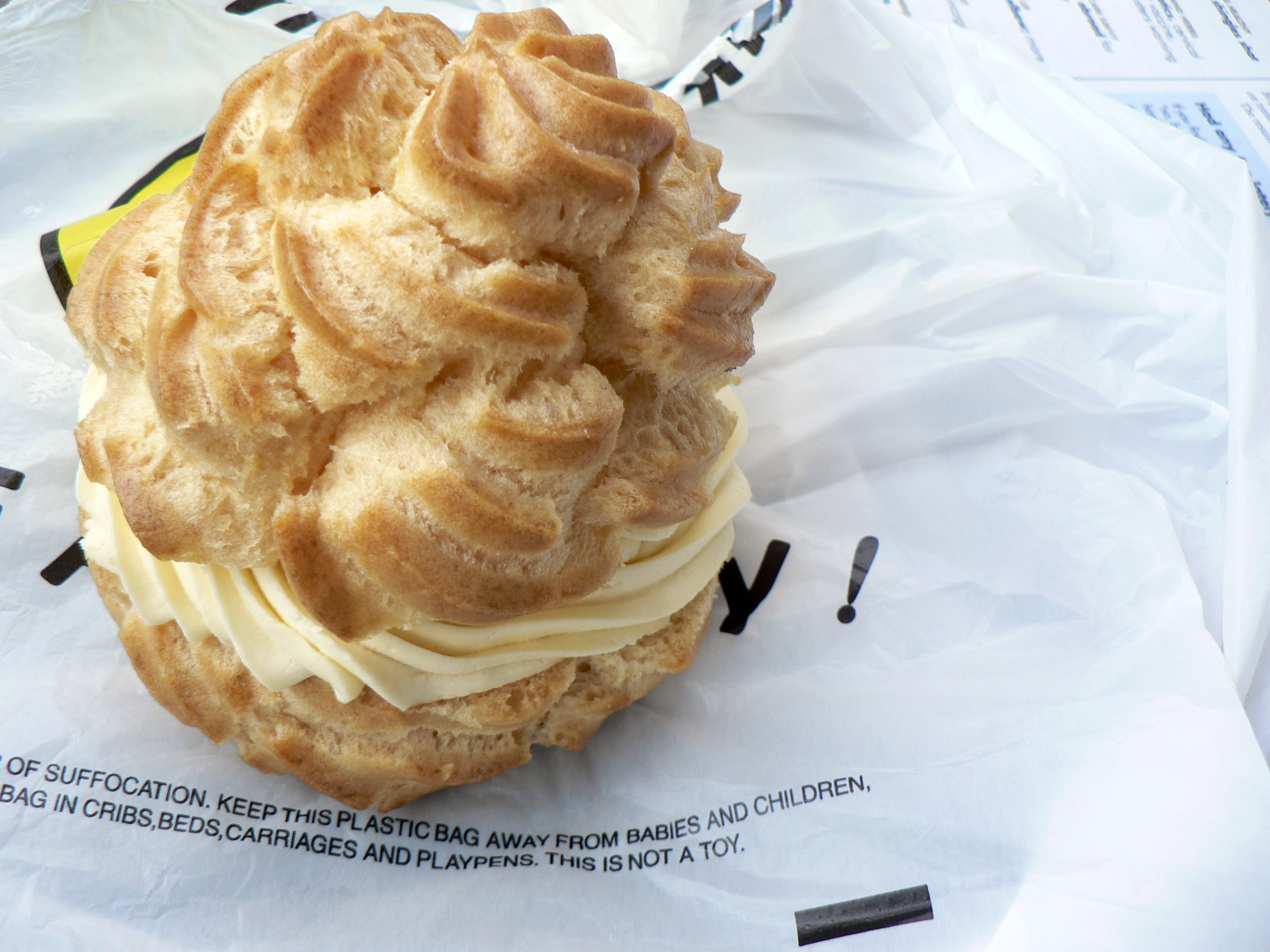
البروفيترول أو فطيرة صغيرة محشوة بالقشدة، فطيرة تشو.

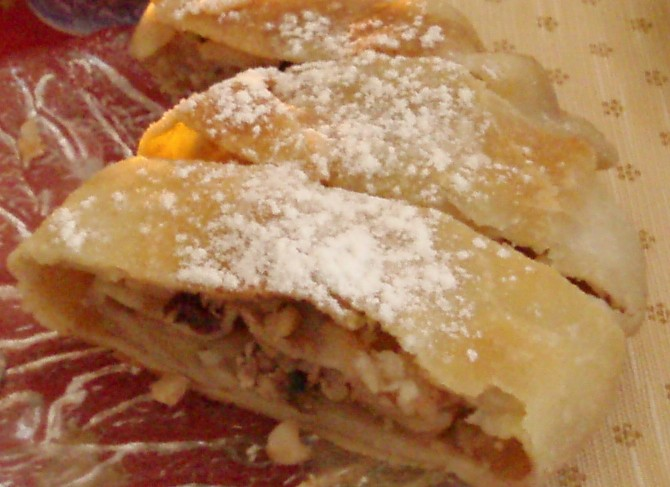
شترودل، معجنات الفيلو

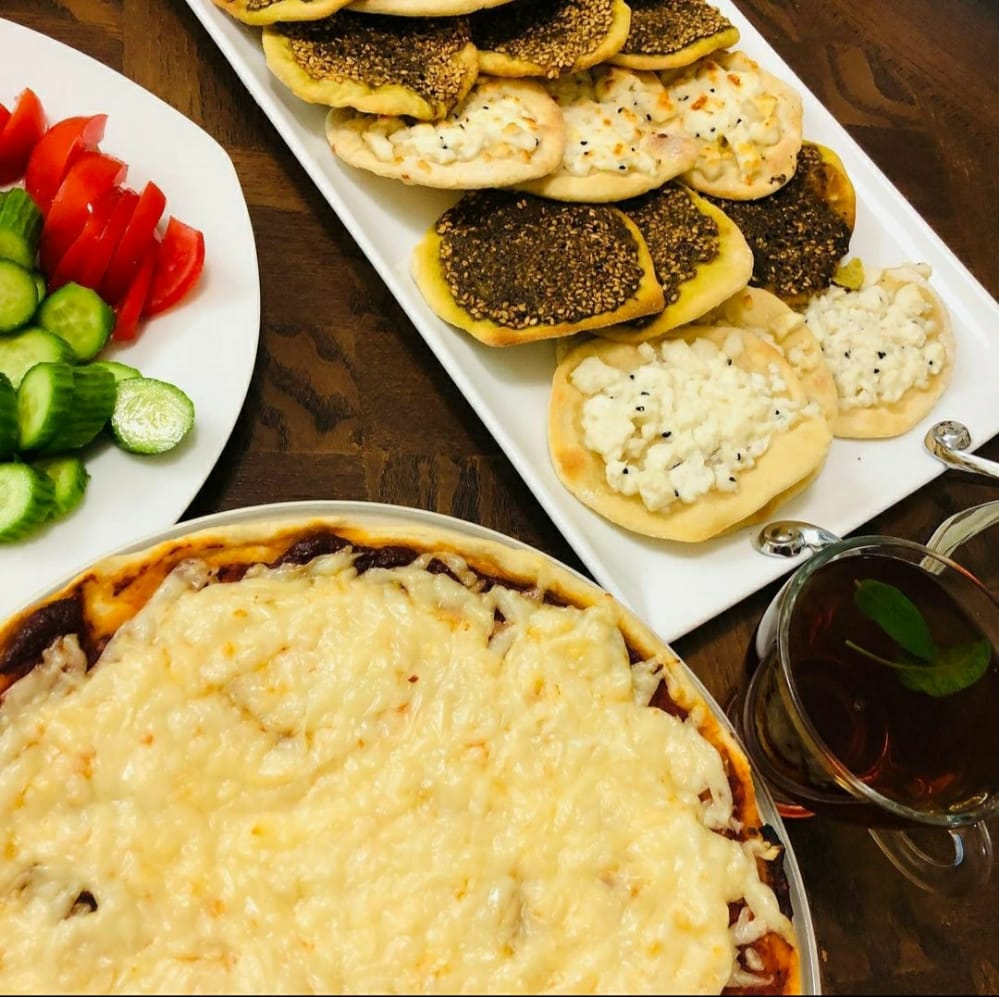
مناقيش زعتر وجبنة

المعجنات الهشةالمعجنات الهشة هي أبسط أنواع المعجنات وأكثرها شيوعًا. وتصنع من الطحين والدهون والملح والماء. وتستخدم بطريقة أساسية في عمل التارت. وهي أيضًا المعجنات التي تستخدم في معظم الأحيان في عمل فطائر الكيش. وتشمل عملية صنع المعجنات خلط الدهون والطحين وإضافة الماء وتقليب العجين. حيث تخلط الدهون بالطحين أولاً، من خلال فركها بالأصابع أو خلاط العجين، الذي يمنع تكوين الغلوتين وينتج عنه فطيرة لينة وطرية. وهناك أيضًا نوع من المعجنات الهشة المحلاة.
المعجنات الرقائقية إن المعجنات الرقائقية عبارة عن أحد أنواع المعجنات البسيطة التي تتمدد عندما تُطهى نتيجة لعدد طبقاتها. وتخبز بالزبدة وتكون مقرمشة. حيث نحصل على الفطيرة «منتفخة» عند بدء عملية الخبز عند درجة حرارة مرتفعة وخفض درجة الحرارة مع الانتهاء من عملية الخبز.
المعجنات المنتفخةتتكون المعجنات المنتفخة من عدة طبقات تسبب التوسع أو «الانتفاخ» عند خبزها. وتصنع باستخدام الطحين والزبدة والملح والماء. حيث تنتفخ المعجنات نتيجة خلط وتفاعل حبيبات الطحين والهواء المتواجد بين طبقاتها. ومن ثم تخرج المعجنات المنتفخة من الفرن وهي خفيفة ورقائقية وهشة.
معجنات الشوإن معجنات الشو هي معجنات فاتحة اللون تمامًا وتحشى غالبًا بـ القشدة. كذلك، يتم حشو هذه المعجنات بمواد أخرى غير القشدة وتُزين غالبًا بـ الشوكولاتة ومن الممكن أيضًا حشو معجنات الشو بالمكونات التالية مثل الجبن أو التونة أو الدجاج لتستخدم كمقبلات.
الفيلو (الفيلو)الفيلو هي عجينة فطائر رقيقة كالورق، تستخدم لإعداد الطبقات. وعادةً ما يتم لف أوراق الفيلو حول أي نوع من الحشوات، ثم تدهن بالزبدة قبل خبزها. ويتميز هذا النوع من المعجنات بأنه أكثر هشاشة وقرمشة.

## خلفية تاريخية
هناك معجنات يرجع تاريخها إلى المطبخ المتوسطي القديم ذات الطبقات الرقيقة تقريبًا والمتعددة الطبقات مثل البقلاوة والفيلو. عرفت أوروبا الشمالية طريقة صنع المعجنات بعد أن جلبها الصليبيون من المطبخ المتوسطي. وأخيرًا ابتكر الطهاة الفرنسيون والإيطاليون في عصر النهضة المعجنات المنتفخة وعجينة الشو، فأضافوا في القرنين السابع عشر والثامن عشر وصفات جديدة للقائمة. وتشتمل هذه المعجنات الجديدة على البريوش ونابليون والفطائر المحشوة بالقشدة والإكلير. ولقد ورد أن الطاهي الفرنسي أنتونين كاريم (Antonin Carême) كان أول من دمج الفن في صناعة الفطائر والمعجنات.

## التعريفات
```
(croquembouche)
```

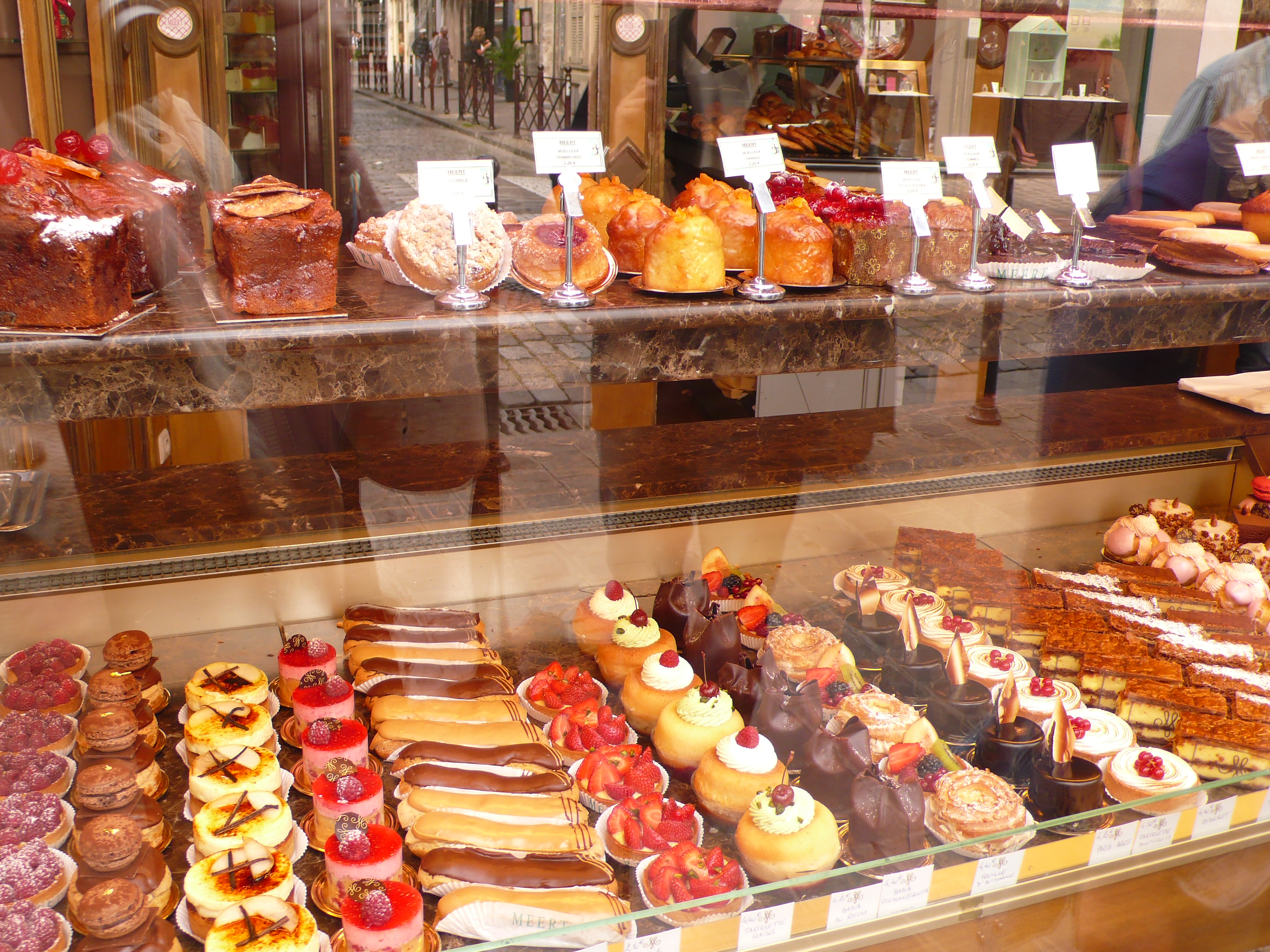
واجهة عرض لمجموعة من المعجنات الفرنسية

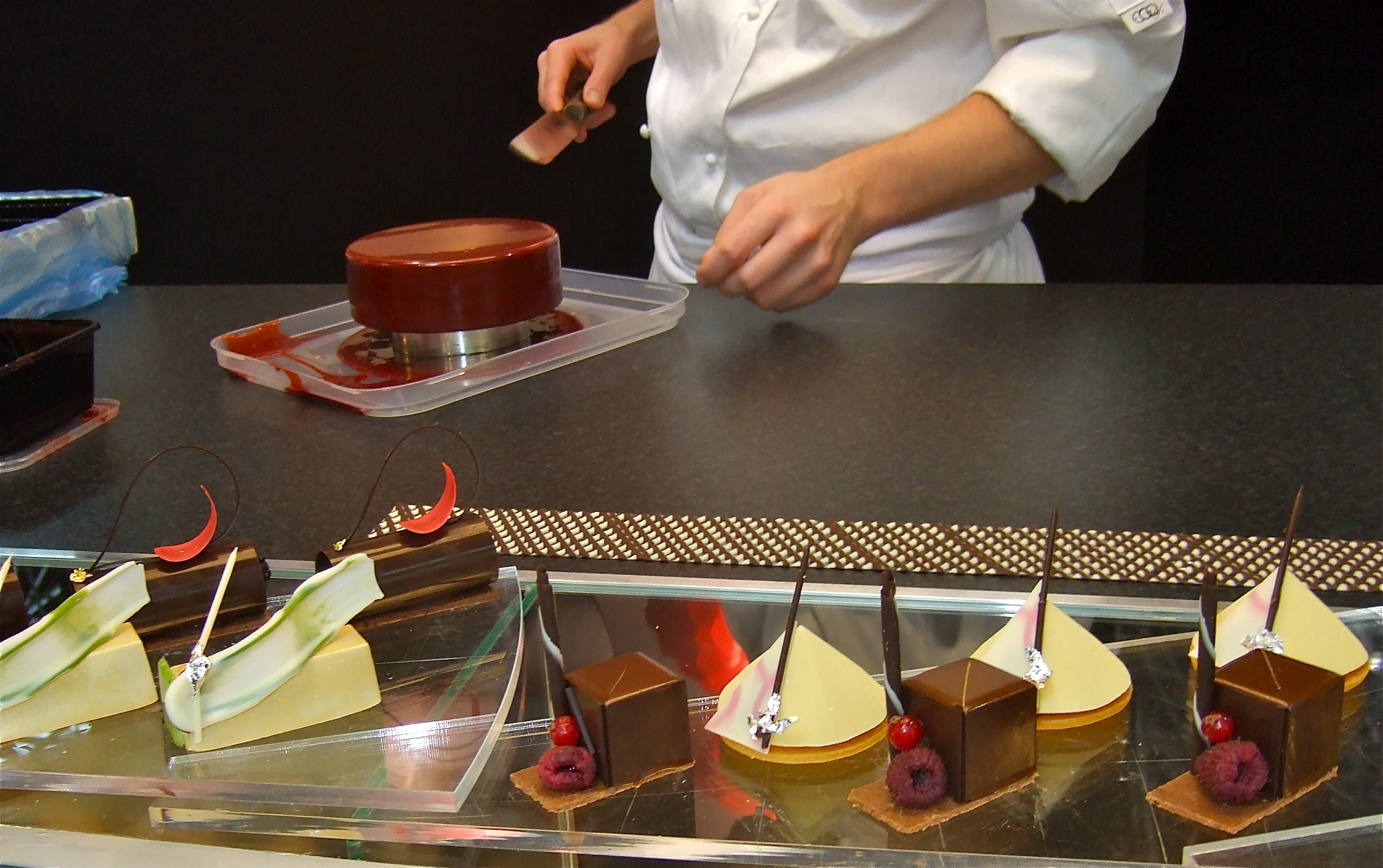
طاهي معجنات يقوم بإعداد حلوى المُعجنات.

- المعجنات: هي نوع من الأطعمة يستخدم في مجموعة من الأطباق المشهورة مثل الفطيرة والشتردول.
- كيس الحلواني أو كيس التزيين: هو كيس مخروطي الشكل يستخدم عادة في تشكيل العجين اللين المتدفق والتزيين أو إضافة نكهة حقيقية لتشكيل بنية أو زخرفة المخبوزات أو حشو الفطائر بالكريمة أو القشدة أو الهلامي أو حشوات أخرى.
- لوح العجين: هو لوح مربع أو مستطيلي الشكل مصنوع من الرخام ولكن يفضل عادة المصنوع من الخشب عند إعداد المعجنات الدائرية الشكل.
- المعجنة: هي عبارة عن بكرات متقابلة وغير متناوبة ذات فتحة متغيرة حيث يمكن صنع الفطائر من خلالها والحد من سُمك المنتجات التجارية. وتستخدم نسخة صغيرة جدًا منها محليًا لصناعة الباستا.
- وعاء العجين: عادة ما يستخدم وعاء للعجين غير المخبوز لحفظ مزيج المعجنات المالحة أو الحلوة.
- كريمة الحلواني: أحد أنواع الكسترد المستخدم للتحلية. وهي عبارة عن كسترد كثيف مصنوع من البيض والطحين مع إضافة نكهة الحليب المحلى والفانيليا. وتستخدم كحشوة لكعكة الفواكه والكيك والتارت وغيرها. حيث يمنع الطحين البيض من التخثر.
- قطاعة العجين: هي عبارة عن آلة معدنية أو بلاستيكية متعددة الأشكال، على سبيل المثال الدائرية والأعمدة المقشطة والماسية وقطاعات بأشكال عرائس صغيرة وغيرها. وتكون هذه القطاعات حادة عند إحدى حوافها وتستخدم لتقطيع الأشكال المتماثلة من البسكويت أو الكعكة المدورة أو الفطائر أو مزيج الكيك.[5]
- خلاط العجين: هو إحدى أدوات المطبخ ويستخدم لخلط الدهون والطحين بصورة صحيحة. وعادة ما يتكون من سلك معدني أو بلاستيكي، له أسلاك متعددة أو شفرات صغيرة متصلة بالمقبض.
- معجنات نمساوية: (Viennoiserie) هو مصطلح فرنسي يعني «المعجنات النمساوية،» ويستخدم الآن كمصطلح عام للعديد من المعجنات المنتفخة ومعجنات الشو، ومن بينها الكرواسون والبريوش وخبز الشوكولاتة.

## التركيب الكيميائي للمعجنات
تصنع أنواع مختلفة من المعجنات وفقًا لطبيعة طحين القمح وأنواع معينة من الدهون. وعندما يعجن طحين القمح بسهولة مع العجينة اللينة من خلال إضافة الماء عليها فتطور حبيبات الغلوتين، وهذا ما يجعل الخبز لينًا ومتماسكًا. ورغم ذلك، ففي المعجنات المثالية، تكون نسبة التماسك هذه غير مرغوب فيها لأن الدهون أو الزيت التي توضع تقلل من تطور الغلوتين. ومن الشائع هنا استخدام دهن الخنزير أو شحم الماشية لأنهما يحتويان على الحبيبات الخشنة والبنية البلورية الفعالة بدرجة كبيرة. إضافة إلى أن استخدام الزبدة غير المصفاة فقط لا تعمل دائمًا بشكل جيد بسبب محتواها المائي؛ في حين أن السمن خالٍ فعليًا من المحتوى المائي. وتستخدم الزبدة فقط في المعجنات الهشة وذلك لأن الزبدة تنتج قوامًا أقل درجة. أما إذا ذابت الدهون في الماء الساخن أو استخدم الزيت السائل، تكون الطبقة الزيتية بين الحبوب المنثورة أقل تماسكًا من تركيب الغلوتين وتكون المعجنات الناتجة أكثر ليونة.

## معلومات تاريخية

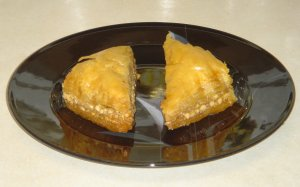
البقلاوة الشائعة في دول البحر المتوسط، هي عبارة عن عجين فطائر الفيلو المحلاة مع عصير الفواكه المركز.

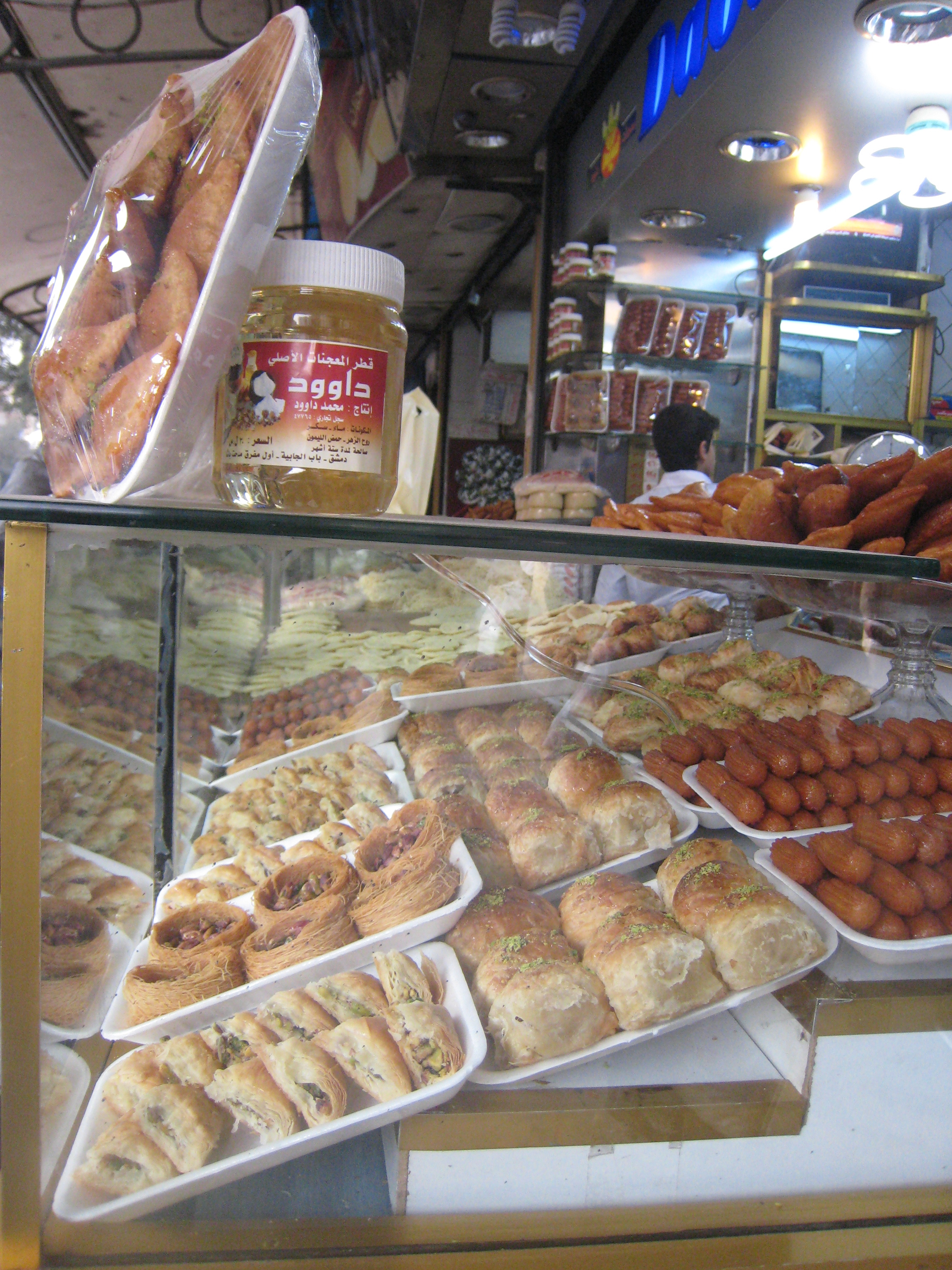
متجر لبيع المعجنات والمخبوزات في سوريا.

عادةً ما تتبع التقاليد الأوروبية لصنع المعجنات حقبة القشرة الهشة والعجينة الرقيقة التي استخدمت في جميع أنحاء البحر الأبيض المتوسط في العصور القديمة.

صفيحة شامية بالطماطم

ففي عصور البحر الأبيض المتوسط القديمة والرومان واليونانيين والفينيقيين كانت تصنع أنواع معجنات الفيلو في مطابخهم التقليدية. وهناك أيضًا دليل قوي على تصنيع المصريين لنوع من الحلويات يشبه المعجنات. حيث كان لديهم خبازون محترفون وكان من المؤكد أن لديهم المهارات اللازمة لذلك، وأنهم فقط بحاجة إلى مواد مثل الطحين والزيت والعسل.[بحاجة لمصدر]
وفي مسرحيات أريستوفان(Aristophanes)، في القرن الخامس قبل الميلاد، كان هناك ذِكر للحوم محلاة تحتوي على معجنات صغيرة محشوة بالفاكهة.
واستخدم المطبخ الروماني الطحين والزيت والماء في المعجنات التي استخدمت في تغطية اللحوم والدواجن. ويقومون بعمل ذلك أثناء عملية الخبز للحفاظ على الحساء، ولكن هذا لا يعني أن البشر يأكلونها. فالمعجنات التي كانت معدة للأكل تكون أكثر دسامة وكان يتم تقطيعها إلى فطائر صغيرة أو معجنات بأشكال البيض أو الطيور الصغيرة. وكانت تقدم في كثير من الأحيان في المآدب. وقد كافح الإغريق والرومان كثيرًا كي يتمكنوا من صناعة معجنات جيدة لأنهم كانوا يستخدمون الزيت في عملية الطهي مما يؤدي إلى فقدان المعجنات لصلابتها.
أما المطبخ في العصور الوسطى في أوروبا الشمالية فاستطاعوا إنتاج معجنات جيدة ومتماسكة لأنهم كانوا يطهون بالسمن والزبدة. وكانت هناك بعض القوائم غير مكتملة من المكونات الموجودة في كتب الطبخ في القرون الوسطى، وفي نُسخ غير مكتملة ومفصلة. وهناك معجنات متماسكة وفارغة تعرف بالتوابيت أو 'عجينة منفوخة'، يأكلها الخدم فقط وتحتوي على طبقة رقيقة من صفار البيض لتجعلها أكثر متعة عند أكلها. وتشمل معجنات العصور الوسطى التارت الصغير لإضافة البهجة على الوجبة الخفيفة.
ولم تظهر بالفعل وصفات فعلية أخرى للمعجنات حتى حوالي منتصف القرن السادس عشر.
واعتمدوا على هذه الوصفات وتكيفوا عليها مع مرور الوقت في الدول الأوروبية المختلفة، مما أدى إلى معرفة كمية لا تعد ولا تحصى من تقاليد الفطائر في المنطقة، من البرتغاليين "باستيز دي ناتا (pastéis de nata)" في الغرب إلى روسيا "بيروزكي (Pirozhki) في الشرق. إضافة إلى استخدام الشوكولاتة في صنع الفطائر والمعجنات في الغرب، حيث أصبحت من الأمور الشائعة اليوم، انتشرت فقط بعد جلب التجار الأسبان والبرتغاليين الشوكولاتة من العالم الجديد إلى أوروبا ابتداء من القرن السادس عشر.
واعتبر العديد من المؤرخين المختصين بالطهي أن شيف الفطائر الفرنسية أنتونين كاريم (1784-1833) هو أول من تخصص في صناعة المعجنات في العصور الحديثة.
وهناك تقليد قوي لصناعة المعجنات في أجزاء كثيرة من آسيا. المعجنات الصينية تصنع من الأرز أو أنواع مختلفة من الطحين، مع الفاكهة أو فطائر الفول السوداني المحلى أو حشوات السمسم. جلب البريطانيون في بداية القرن التاسع عشر إلى الشرق الأقصى أساليب غربية لإعداد المعجنات، رغم أنه قد يكون من تأثير شركة الأغذية الفرنسية ماكسيم (Maxim) التي ظهرت في الخمسينيات من القرن العشرين والتي جعلت المعجنات الغربية شائعة في أحاديث الأقاليم الصينية حيث بدأت في هونغ كونغ. وما زال مصطلح «الكعكة الغربية» (西餅)يستخدم للتمييز بين المعجنات الصينية التقليدية. وهناك بلدان أسيوية أخرى مثل كوريا لديها فطيرة المربى معدة بالطرق التقليدية مثل تتيوك وهانجوا وياكسيك مع الطحين والأرز والفواكه والمكونات الإقليمية الخاصة لصنع نوع فريد من الحلوى. وتحتوي اليابان على أنواع خاصة من فطيرة المربى وأشهرها معروف بـ موتشي ومانجو. ففطيرة المربى التي بدأت في آسيا برزت بوضوح من تلك التي نشأت في الغرب والتي هي أحلى من ذلك بكثير.

## طاهي المعجنات
يستخدم طهاة المعجنات مجموعة من فنون الطهي والإبداع في الخبز والزخرفة وإضافة النكهات المختلفة للمكونات. إذ أن العديد من السلع المخبوزة تتطلب مزيدًا من الوقت والتركيز. إضافة إلى أن طريقة التقديم هي أهم جزء في إعداد المعجنات والحلويات. وغالبًا ما تتطلب الوظيفة جهدًا بدنيًا كبيرًا؛ وتتطلب الاهتمام بالتفاصيل لساعات الطويلة. حيث يكونون هم المسؤولين أيضًا عن ابتكار أصناف جديدة تُضاف لقائمة الحلويات. ويعمل طهاة المعجنات في المطاعم الكبرى والمطاعم الصغيرة والفنادق الكبيرة والكازينوهات والمخابز. وعادة ما تخبز المعجنات في جزء منفصل إلى حد ما من المطبخ الرئيسي. ويكون هذا الجزء من المطبخ مسؤولاً عن صنع المعجنات والحلويات وغيرها من السلع المخبوزة.

## معرض الصور

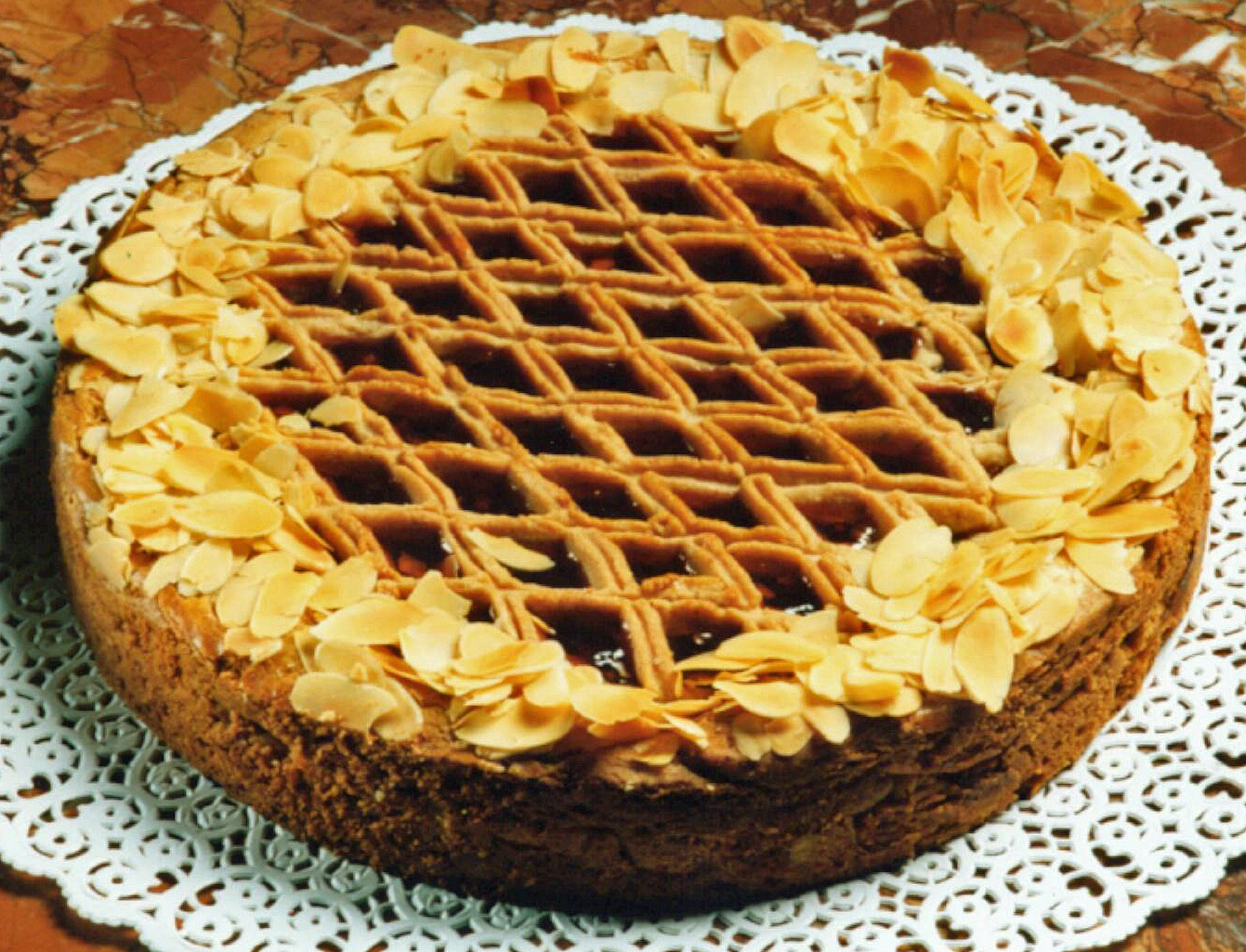
تورتة لينزر
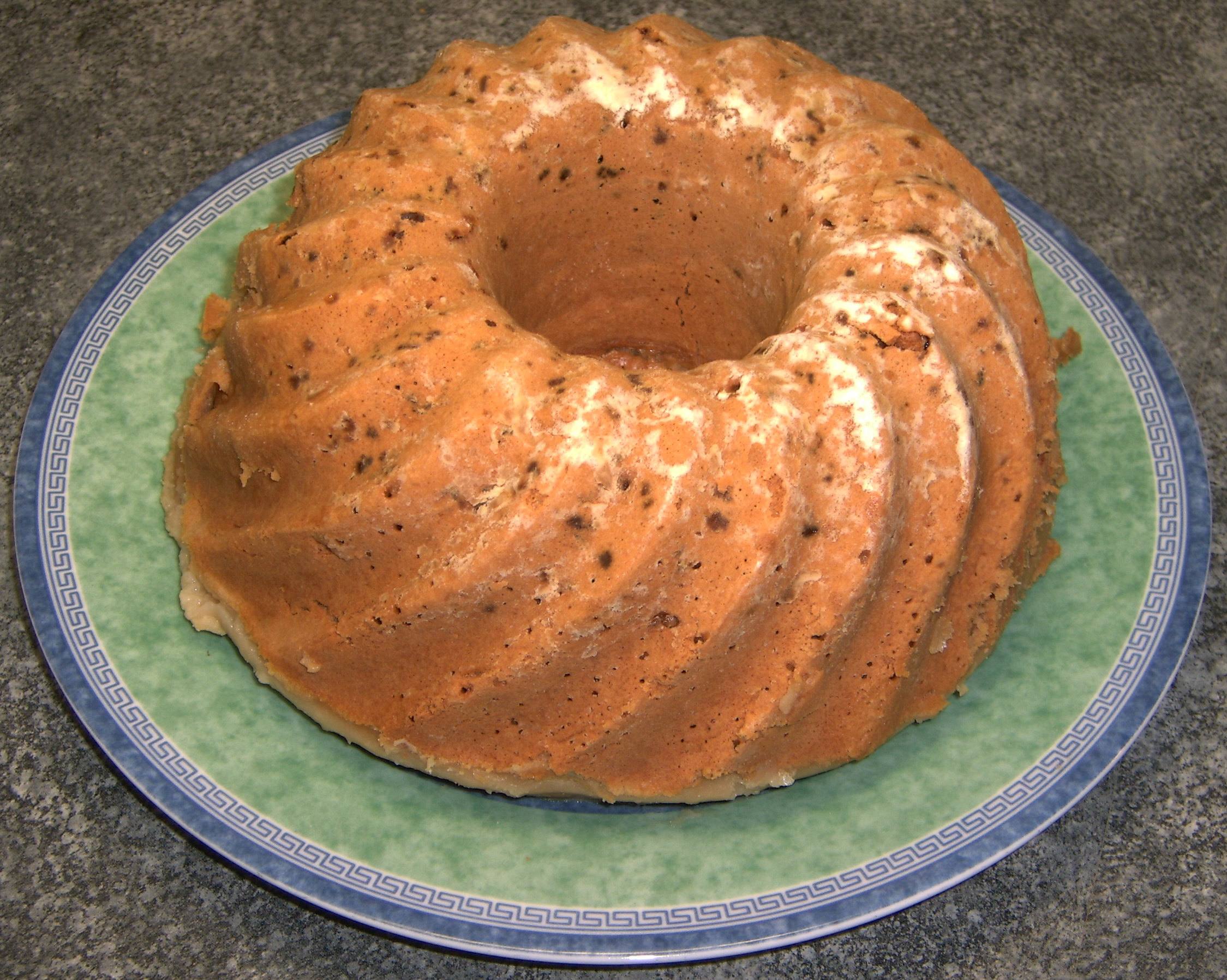
كعكة بوفرت هولندية دائرية الشكل.
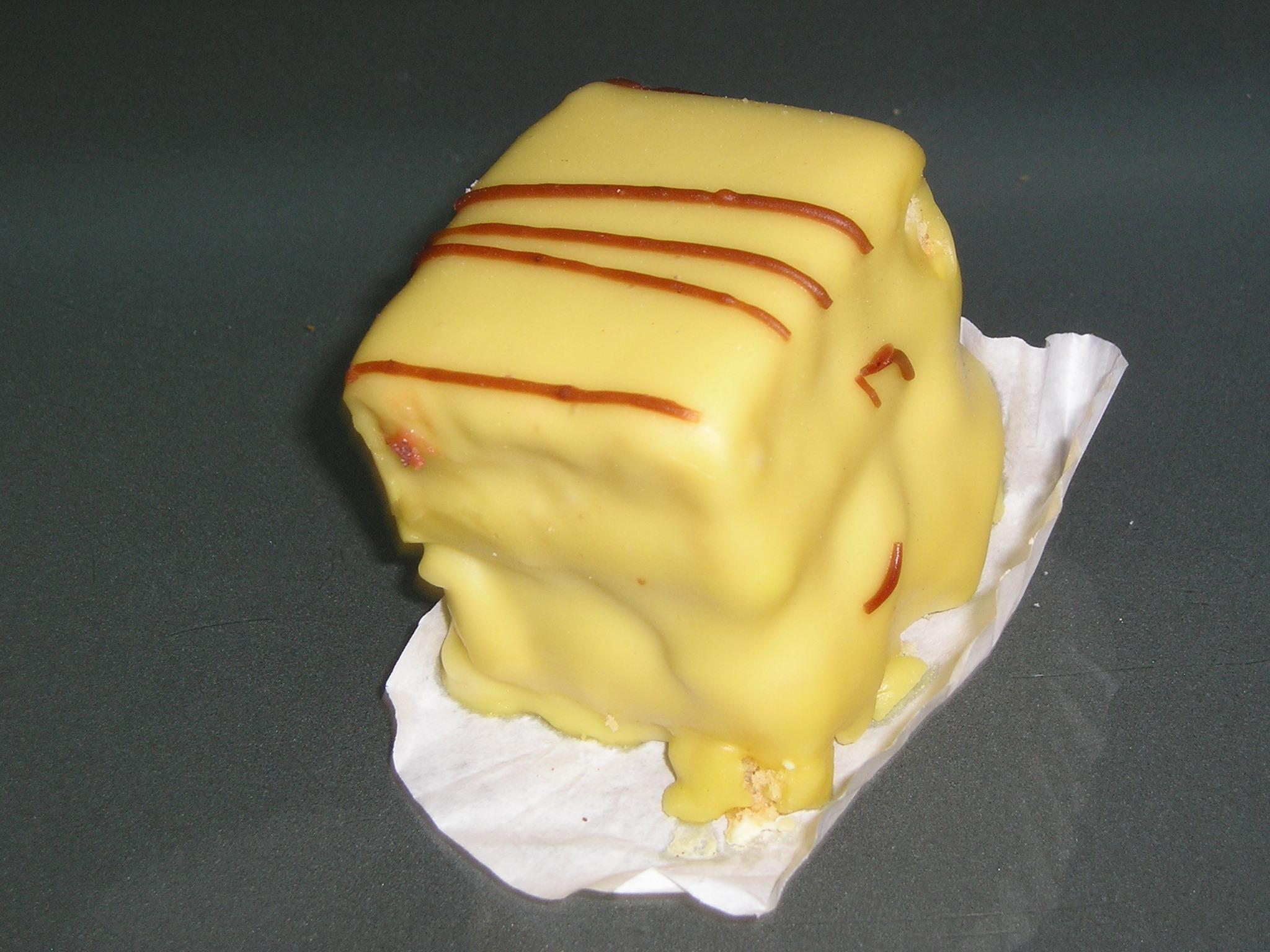
قطعة من البيتي فور
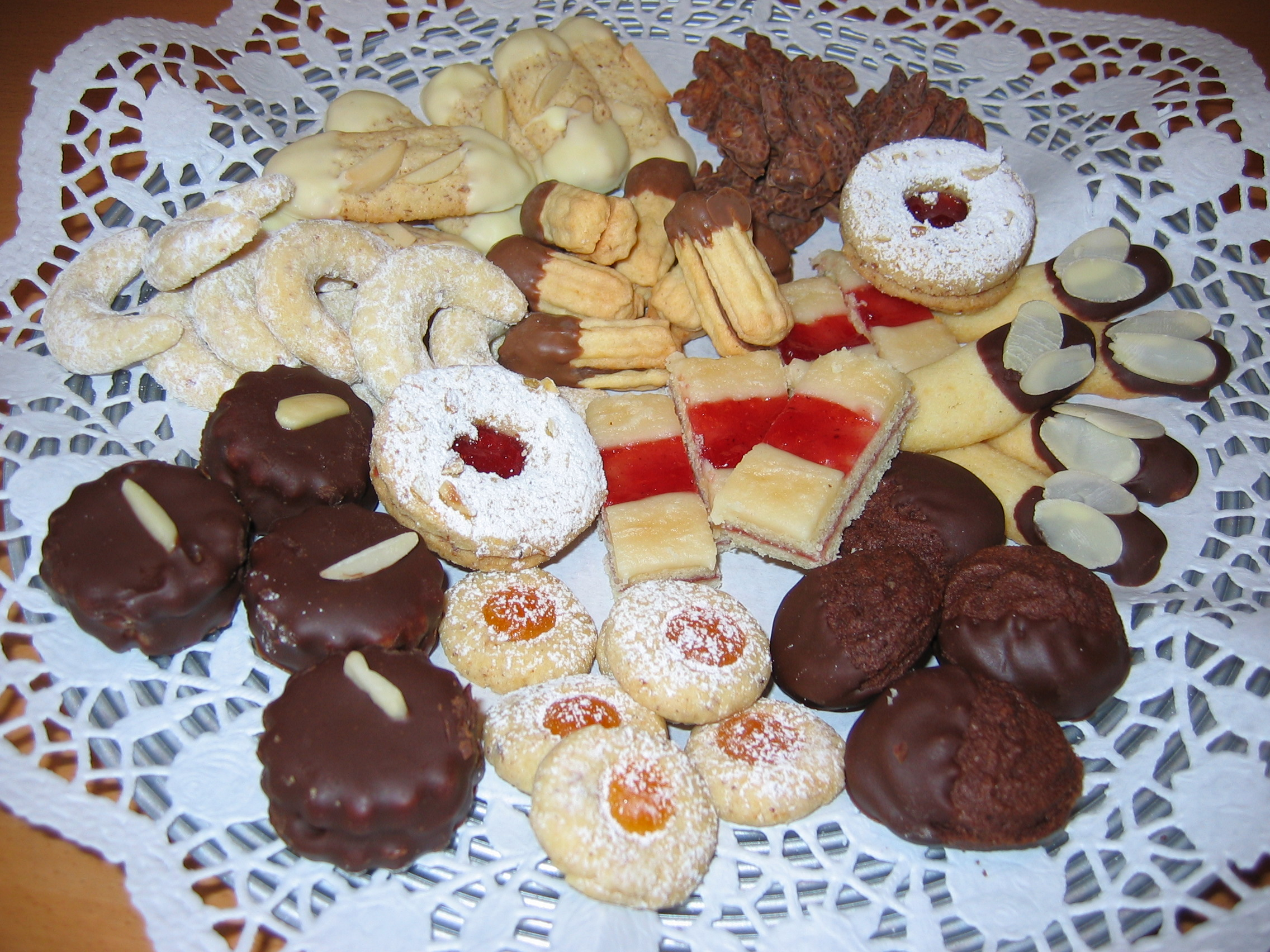
مجموعة متنوعة من الكوكيز تعرف أيضًا باسم البسكويت في بعض المناطق)
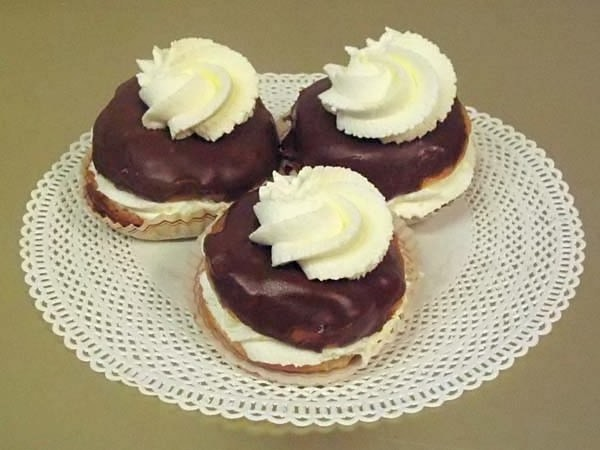
معجنات منتفخة بالقشدة، كعكة الموركوبين الهولندية
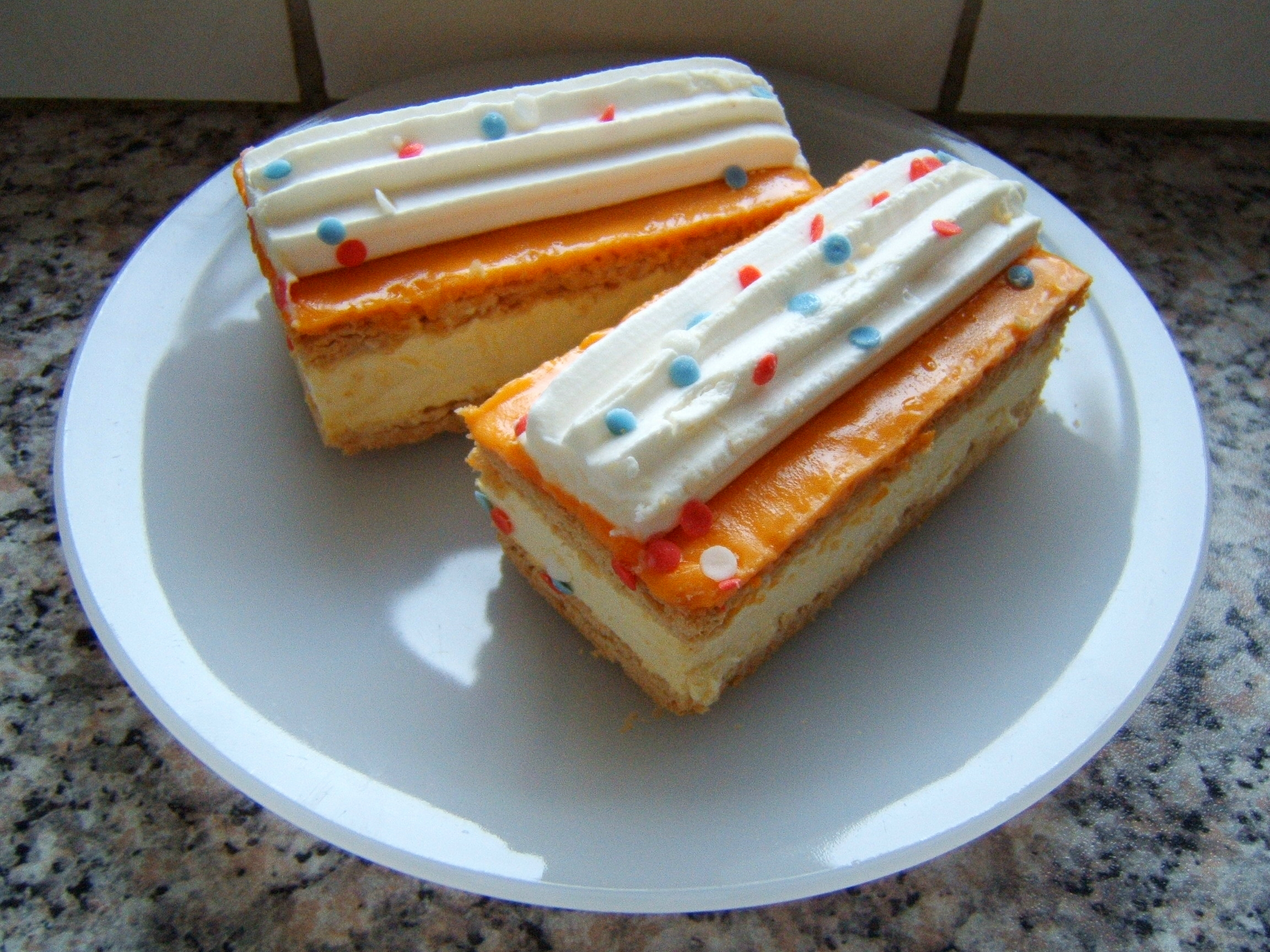
تومبوكي، أحد أنواع المعجنات الهولندية والبليجيكية
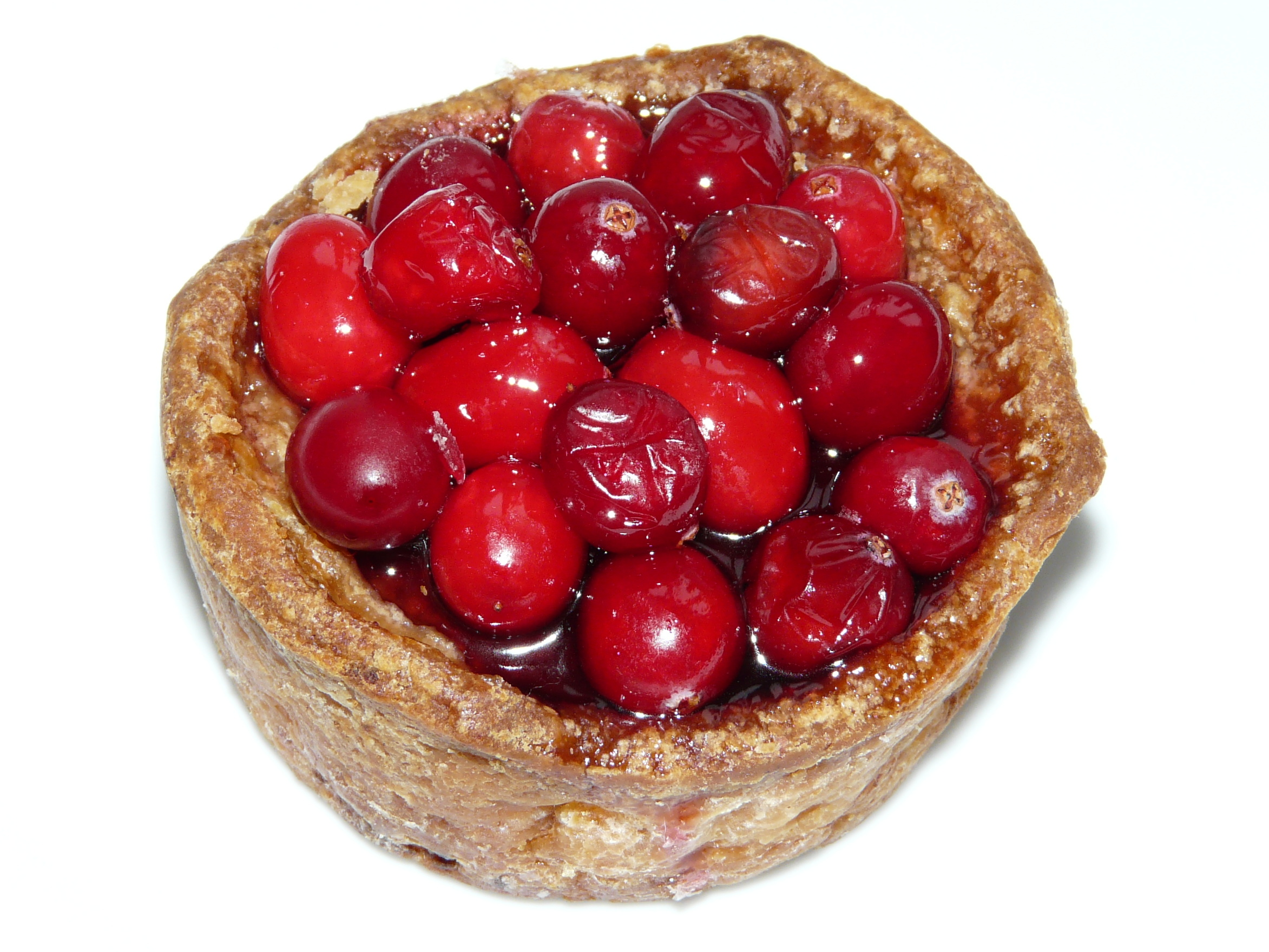
فطيرة لحم الخنزير الإنجليزية المغطاة بثمار العليق الأحمر
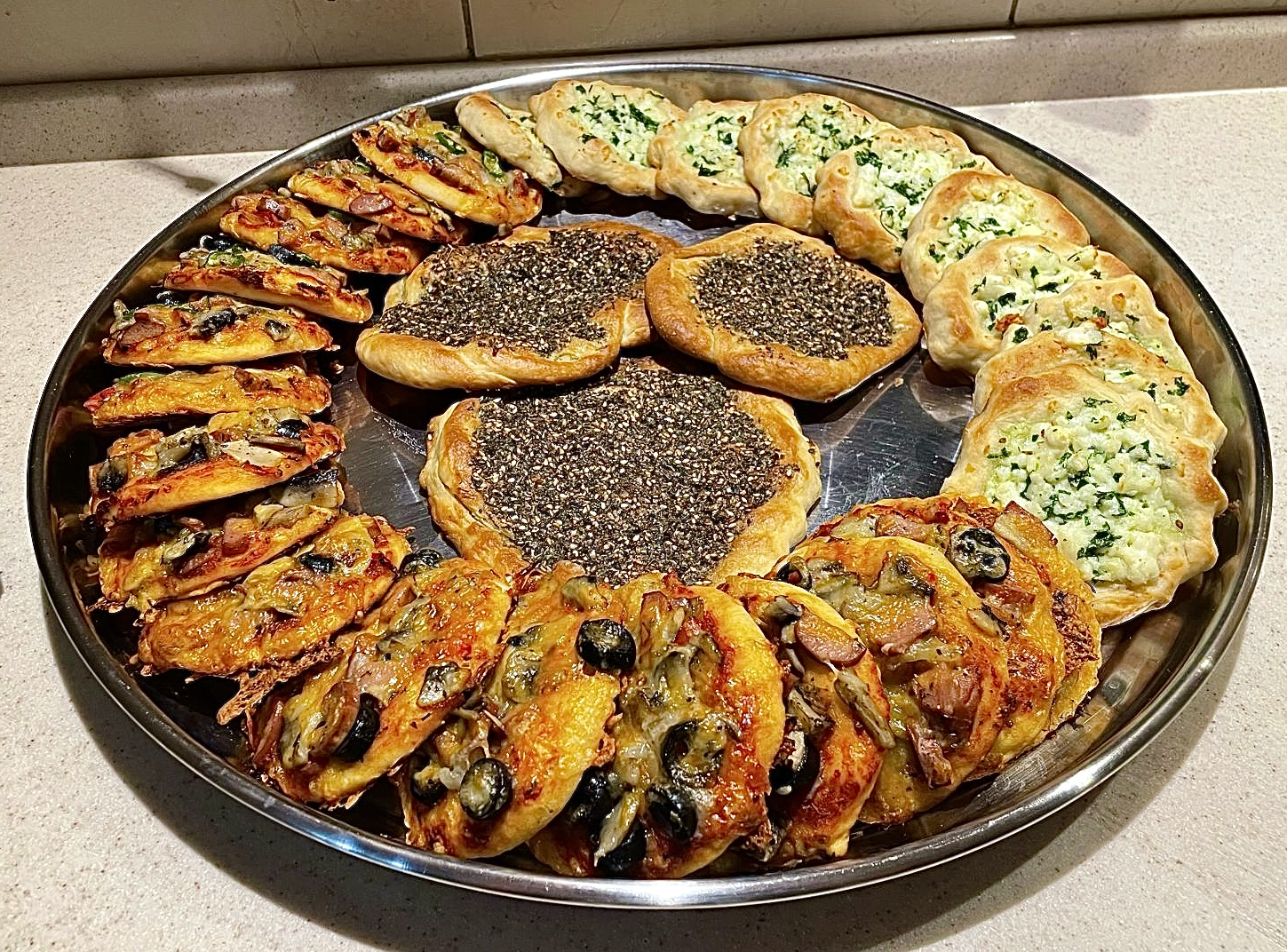
معجنات شامية